# Zvolská homole
Zvolská homole este o arie protejată (arie specială de conservare — SAC, sit de importanță comunitară — SCI) din Republica Cehă întinsă pe o suprafață de 49,61 ha, integral pe uscat.

## Localizare
Centrul sitului Zvolská homole este situat la coordonatele 49°56′35″N 14°23′55″E / 49.943056°N 14.398611°E.

## Înființare
Situl Zvolská homole a fost declarat sit de importanță comunitară în noiembrie 2009 pentru a proteja un număr necunoscut de specii din flora spontană și fauna sălbatică aflate în arealul zonei. Situl a fost protejat și ca arie specială de conservare în septembrie 2020.

## Biodiversitate
Situată în ecoregiunea continentală, aria protejată conține 5 habitate naturale: Pante stâncoase silicioase cu vegetație casmofită, Pajiști panonice carstice (Stipo-Festucetalia pallentis), Păduri de stejar și carpen Galio-Carpinetum, Tufărișuri subcontinentale peripanonice, Păduri pe pante, grohotișuri și ravene de Tilio-Acerion.
La baza desemnării sitului se află un număr nedeclarat de specii protejate.